# Christian Lotsch
Johann Christian Lotsch (* 29. Juni 1790 in Karlsruhe; † 9. Juni 1873 in Rom) war ein deutscher Bildhauer und Zeichner.

## Leben
Christan Lotsch war ein Sohn des Fuhrmanns Georg Adam Lotsch (* 1759) und dessen Ehefrau Elisabeth Sutter
1854 heiratete er in Rom Francesca Guglielma Ranucci († 1862), mit der er vier Kinder hatte.

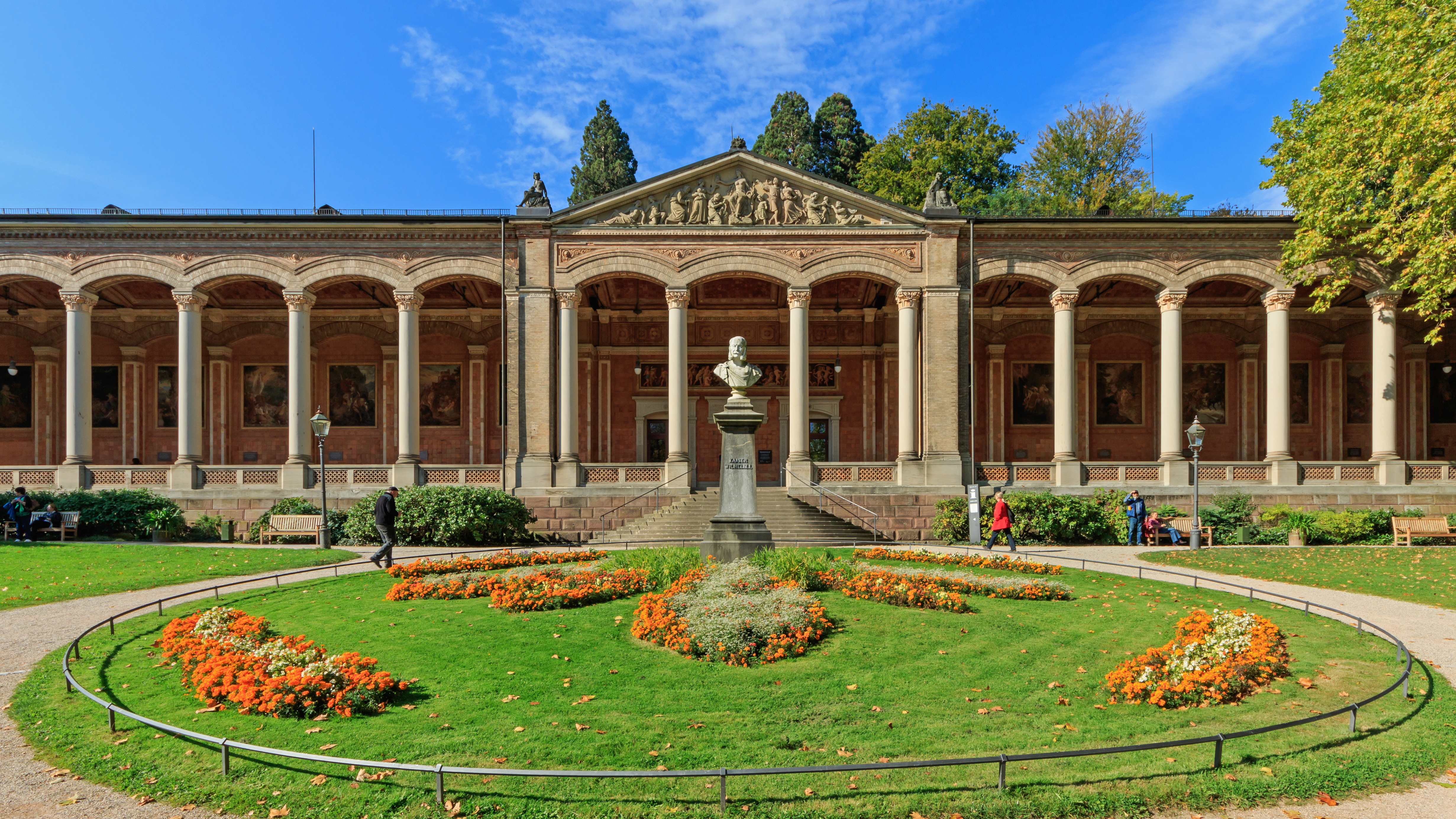
Trinkhalle in Baden-Baden, Schaffensort des Christian Lotsch

Er besuchte nach seinem Schulabschluss in Karlsruhe die von Friedrich Weinbrenner geleitete Bauschule und die mit ihr verbundene Malerschule und erhielt durch den Hofmaler Feodor Iwanowitsch eine Unterweisung im Malfach. In den Jahren von 1816 bis 1821 war er dessen Gehilfe bei der Ausmalung der Evangelischen Stadtkirche Karlsruhe.
1822 ging er mit einem großherzoglichen Stipendium – vermittelt durch Weinbrenner – nach Rom, um sich dort als Bildhauer einen Namen zu machen. Er kam in die Werkstatt des Bildhauers Bertel Thorvaldsen, bedeutendster Vertreter des dänischen Klassizismus. Er kam hier in Kontakt sowohl mit  den etwas älteren Kollegen der klassizistischen Richtung als auch mit  etwa gleichaltrigen Künstlern der Nazarener. Beide Stilrichtungen wurden für sein bildhauerisches Schaffen prägend: Die allegorischen und mythologischen Darstellungen sowie Büsten folgen dem griechischen und römischen Formenkanon, die religiösen Themen aus dem Neuen Testament dagegen dem nazarenischen.
Mit August Kestner, der ihn in ideeller und finanzieller stark Weise  unterstützte, war er freundschaftlich verbunden. In Kestners Testament von 1851 wurde er mit 500 Scudi bedacht, ungefähr ein halbes Jahreseinkommen  Bis zu seinem Tod lebte und arbeitete Lotsch in Rom, meist in großen finanziellen Schwierigkeiten. In den Jahren 1837, 1845 und 1861 hielt er sich nochmals für einige Zeit in Karlsruhe auf.

### MarmorstatuenVier Jahreszeitenim Rosengarten der Insel Mainau

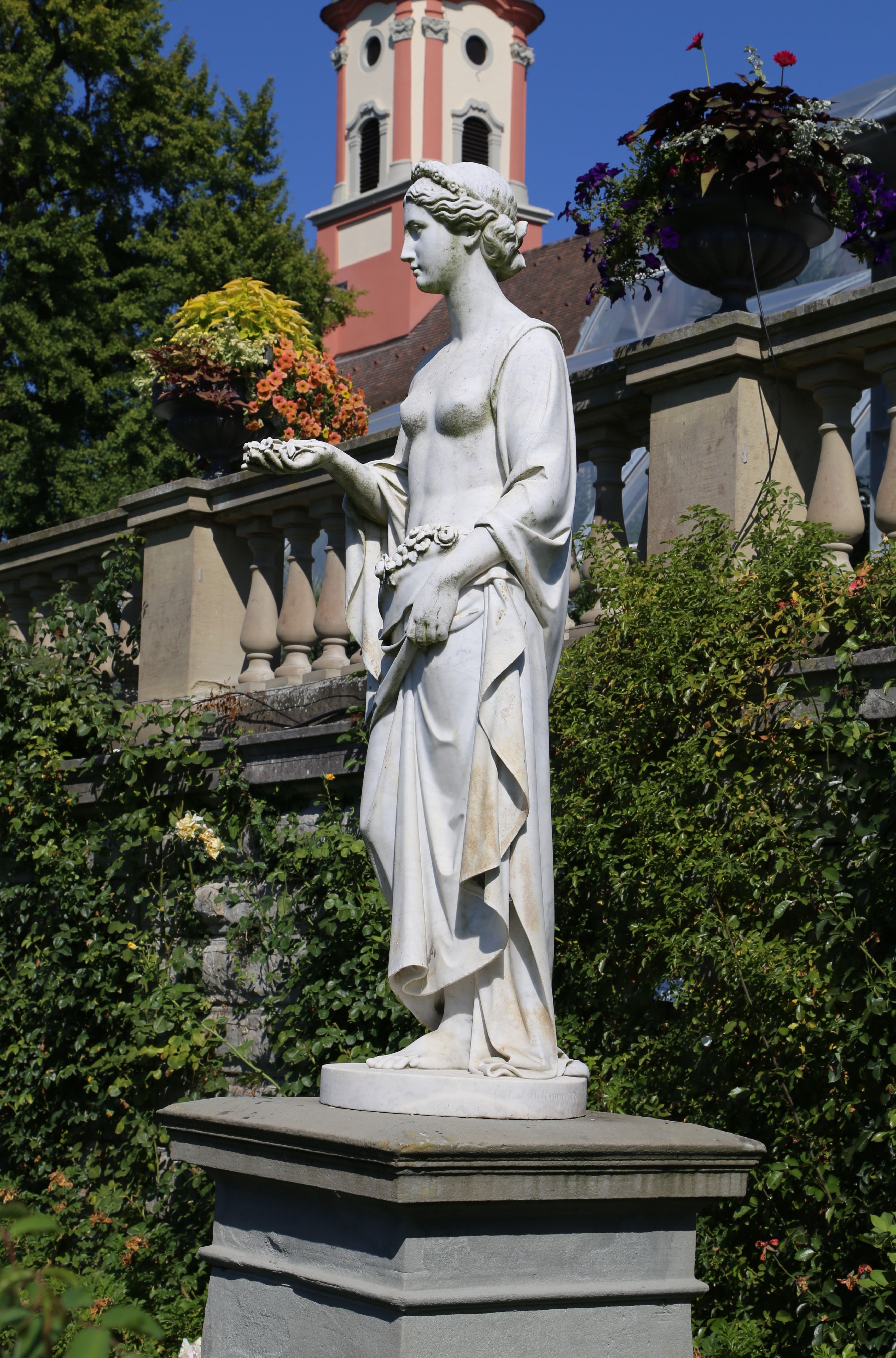
Frühling
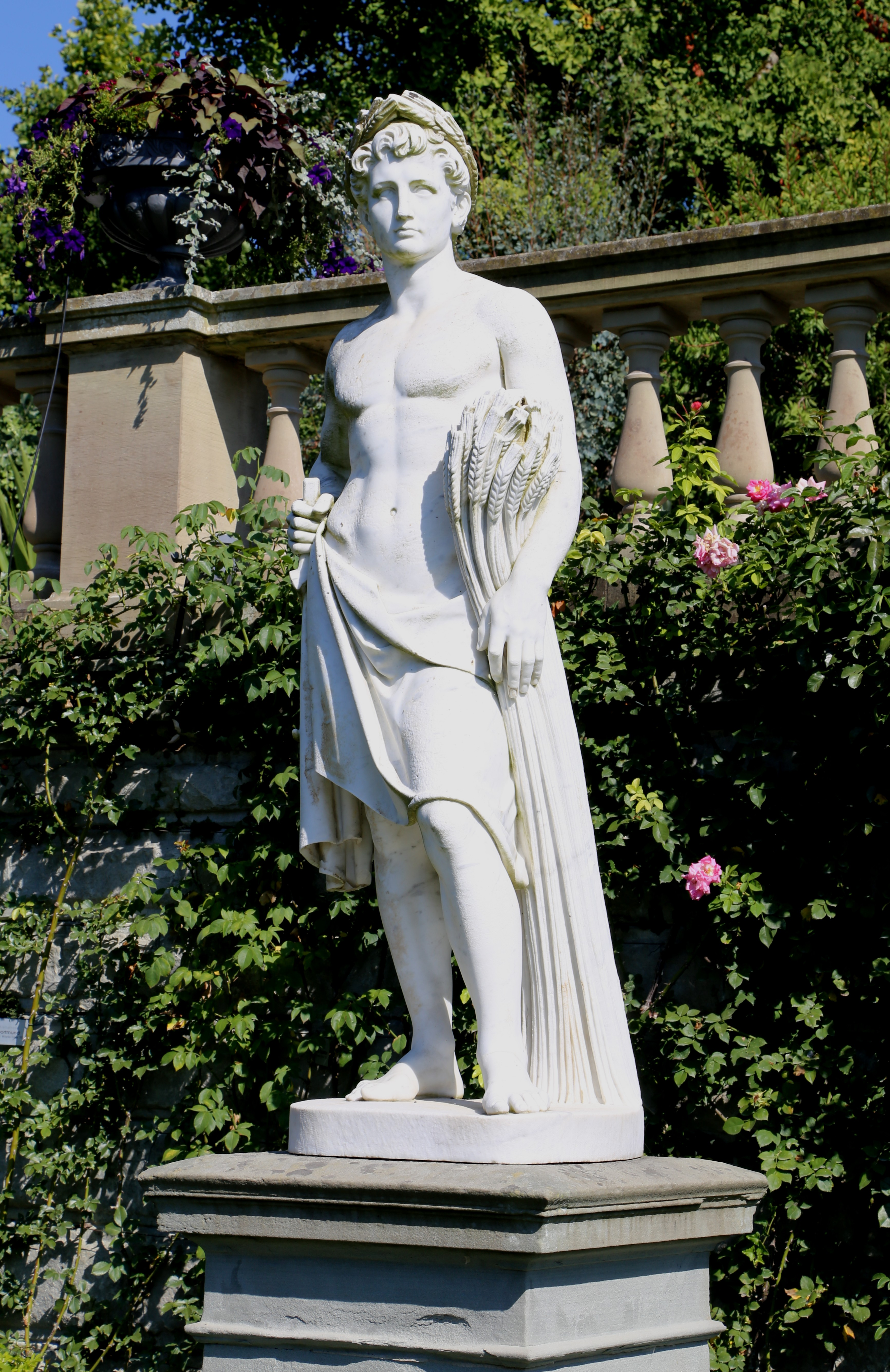
Sommer
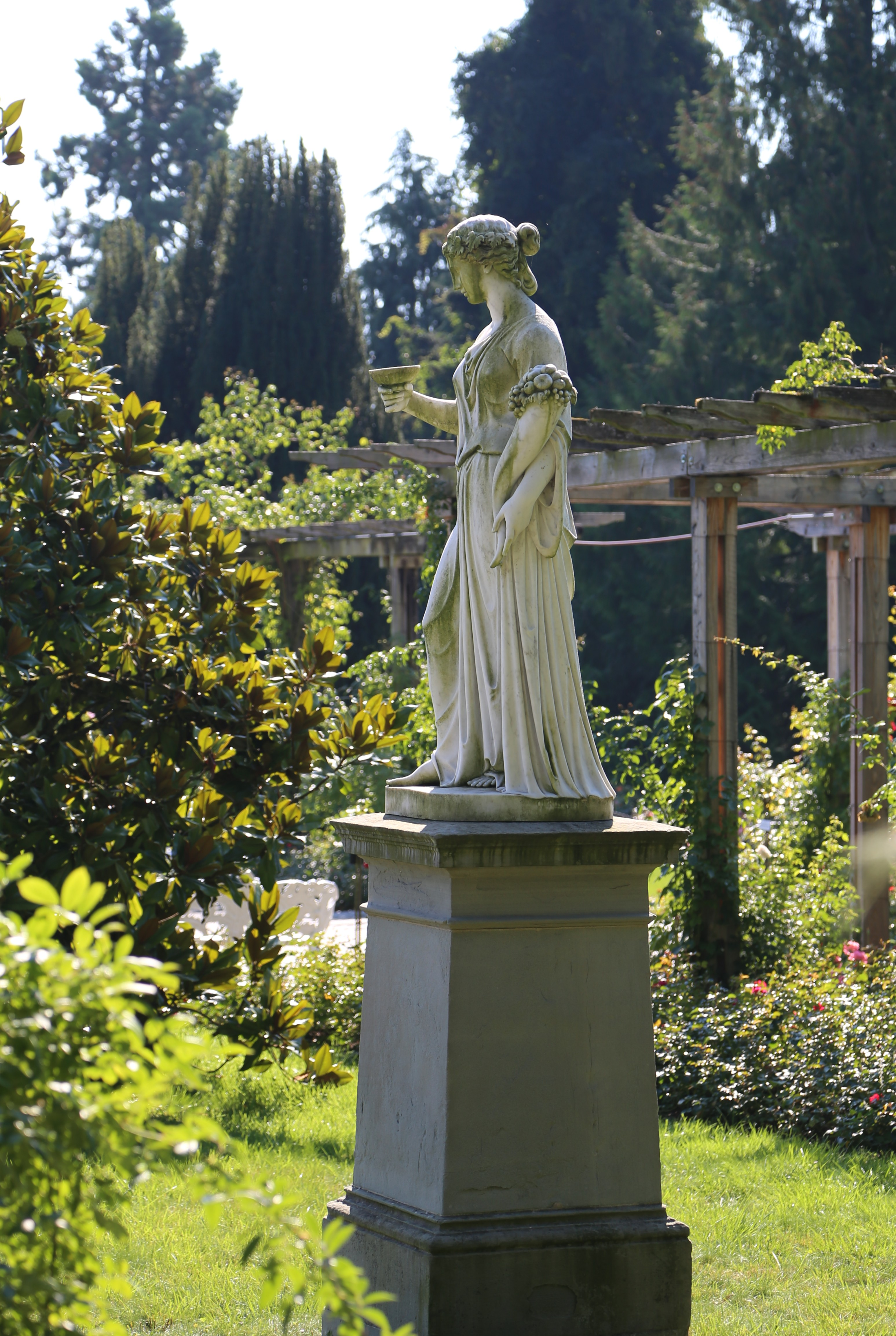
Herbst
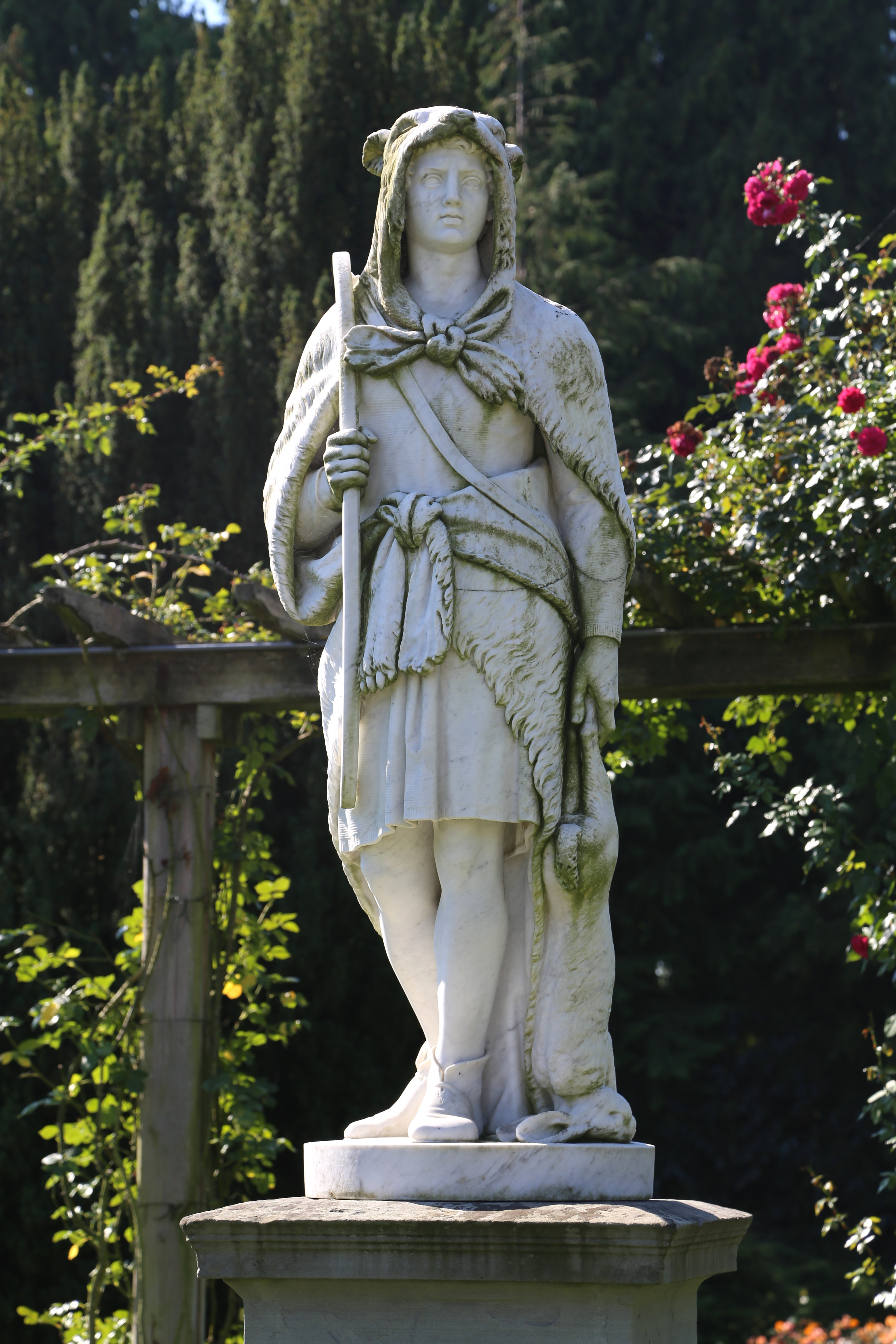
Winter

### Werke im Germanischen Nationalmuseum in Nürnberg

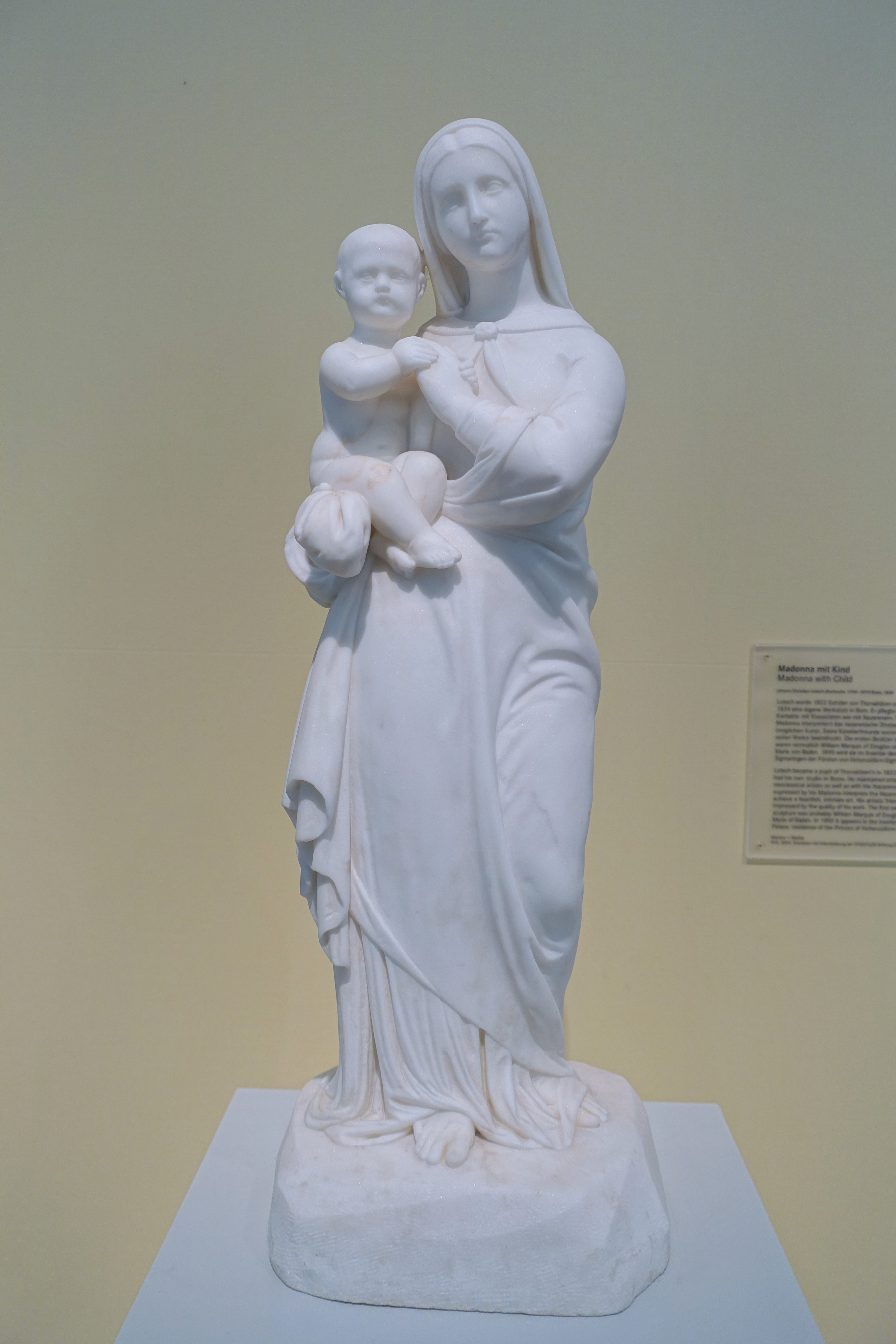
Madonna mit Kind, Christian Lotsch 1849
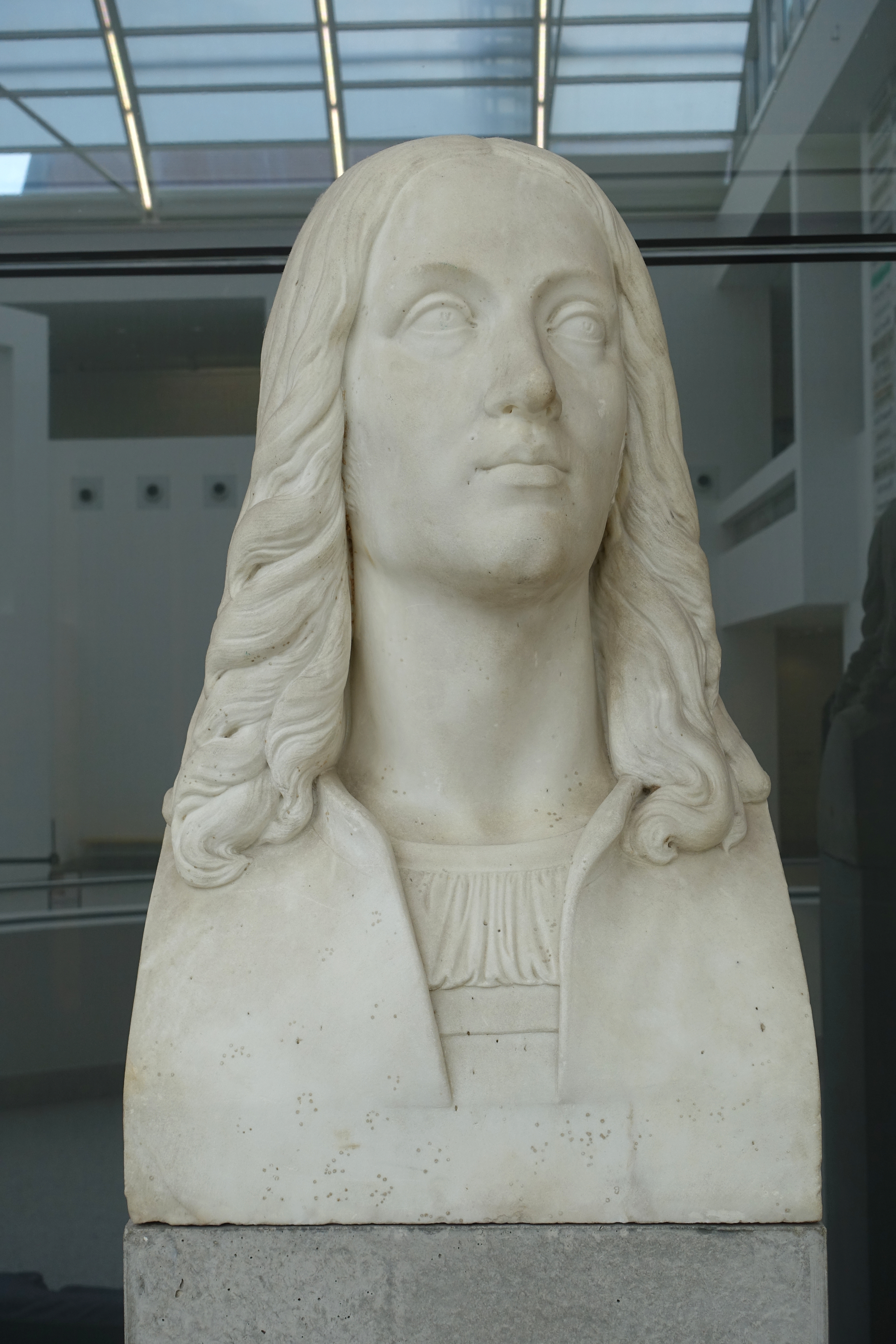
Raphael, Christian Lotsch, undatiert

Von 1839 an war er im Auftrag des Großherzogs Leopold von Baden für die bildhauerische Ausstattung (Giebelrelief sowie allegorische Darstellung der Heilquelle) der Trinkhalle Baden-Baden verantwortlich, die in den Jahren 1839 bis 1842 von Heinrich Hübsch errichtet wurde.

## Auszeichnungen
8. April 1858 badischer Hofbildhauer

## Werke (Auswahl)
- 1824: „Maria mit Christus und Johannes“, Marmorrelief in der Kunsthalle Karlsruhe
- 1826: „Flucht nach Ägypten“, Marmorrelief, früher in der Kirche St. Stephan in Karlsruhe[3]
- 1840: Büsten des Raphael und Dürer im Treppenhaus der Kunsthalle Karlsruhe
- 1840: Eremitage St. Petersburg, Marmorrelief Hl. Georg, den Drachen bekämpfend
- 1846: Relief für das Grabmal Charles Kestner in der Pfarrkirche St. Peter und Paul in Tann
- 1862–1865: Rosengarten auf der Insel Mainau, allegorische Marmorstatuen der vier Jahreszeiten
- Zahlreiche Aquarelle, leistift- u. Federzeichnungen, ausgestellt im Landesmuseum Mainz, Germanischen Nationalmuseum Nürnberg, Kunstmuseum Basel, Thorvaldsen-Museum in Kopenhagen und in der Kunsthalle Karlsruhe